# Amadeus-Verleihung 2015

Amadeus Austrian Music Awards 2015 im Wiener Volkstheater

Die 15. Verleihung des Amadeus Austrian Music Award fand am 29. März 2015 im Volkstheater in Wien statt.

## Nominierung und Wahl

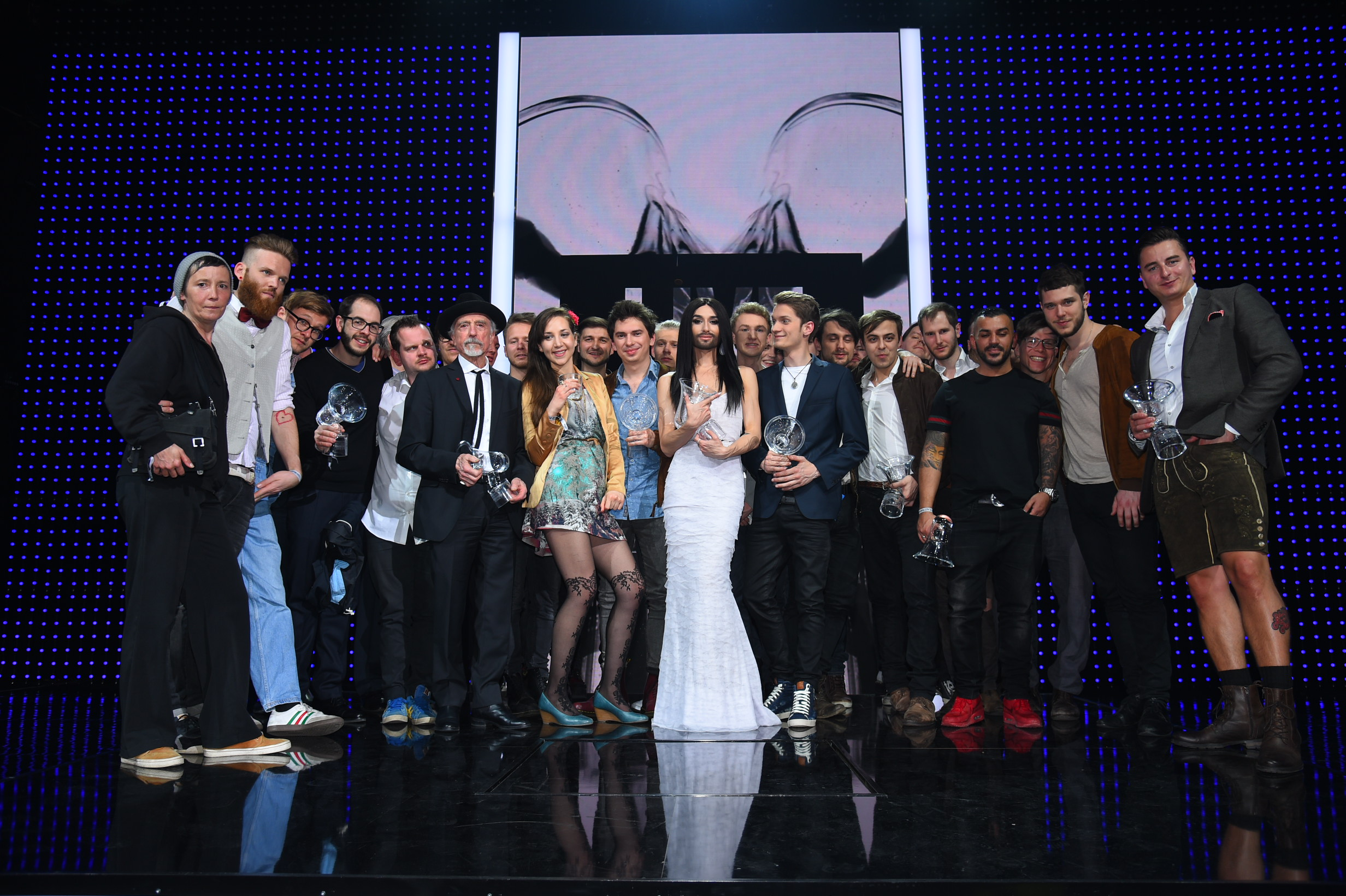
Gewinner der Amadeus Awards 2015

Nominiert werden konnten Musiker und Bands bzw. deren Veröffentlichungen, die im Zeitraum von 1. Jänner bis 31. Dezember 2014 auf den Markt kamen bzw. mindestens einen Live-Auftritt hatten. Voraussetzung war, dass die Künstler ihren Lebensmittelpunkt in Österreich haben oder österreichische Staatsbürger sind. Am 29. Jänner 2015 gab der Verband der österreichischen Musikwirtschaft (IFPI) die Nominierungen bekannt.
Vergeben wurden Auszeichnungen in 16 Kategorien. Im Vergleich zum Vorjahr kamen die Kategorien Künstler des Jahres, Künstlerin des Jahres und Songwriter des Jahres hinzu.
Alternative Pop / Rock wurden wieder zusammengelegt. Zu HipHop kam Urban. Weggefallen sind die Kategorien Musikpartner des Jahres, Volkstümliche Musik und Schlager.

## Veranstaltung
Moderiert wurde die Verleihung von Manuel Rubey, Interviews führte Arabella Kiesbauer. Zu den Künstlern, die am 29. März das musikalische Rahmenprogramm gestalteten, gehörten Conchita Wurst, Herbert Grönemeyer, Wanda, Tagträumer, Poxrucker Sisters, Julian le Play, The Makemakes und Thorsteinn Einarsson.

## Preisträger und Nominierte

### Band des Jahres

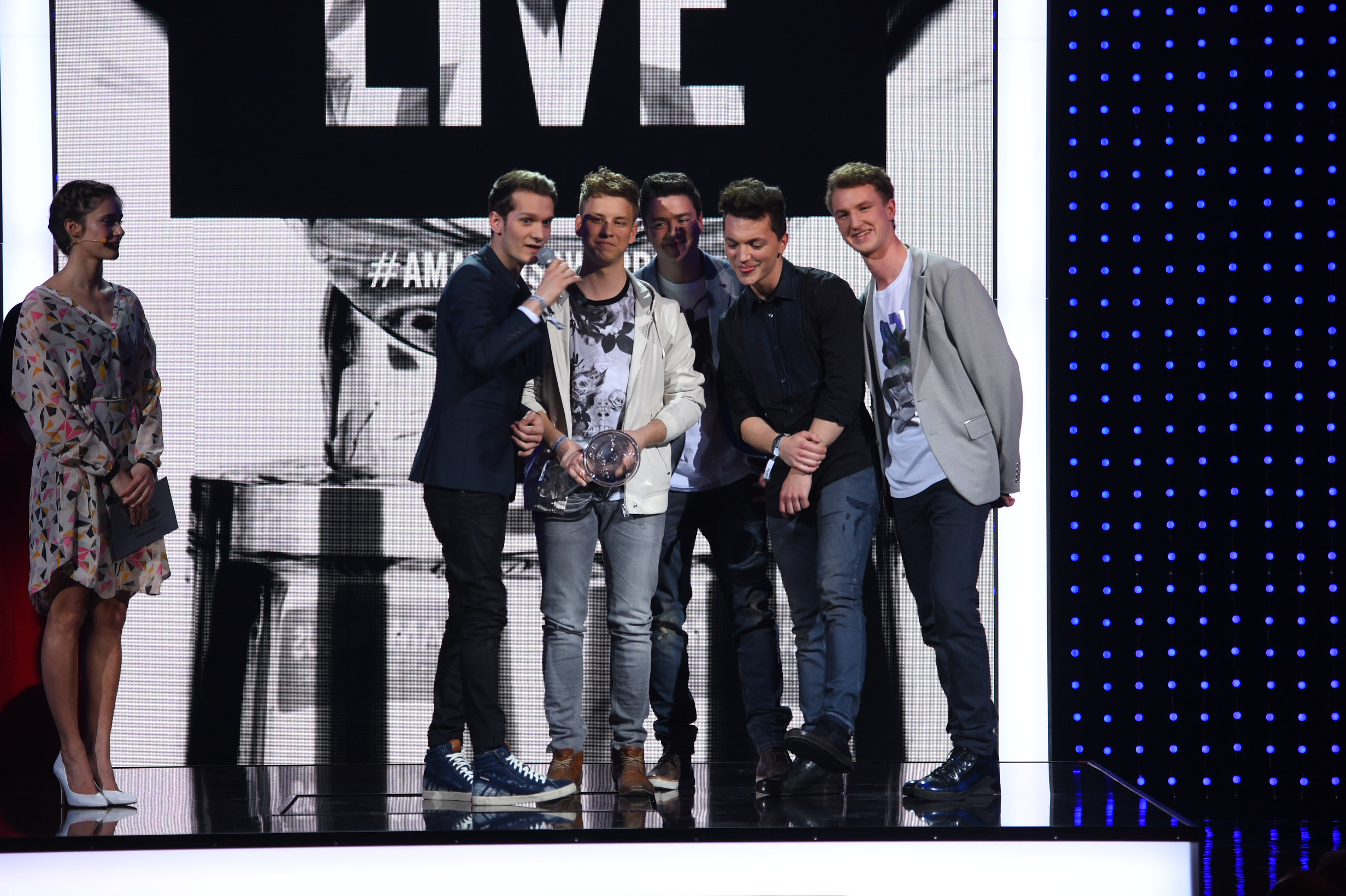
Tagträumer mit Laudatorin Miriam Stein

- Tagträumer

Weitere Nominierte:
- Bilderbuch
- Die Seer
- Klangkarussell
- Nockalm Quintett
- Poxrucker Sisters
- Wanda

### Künstler des Jahres

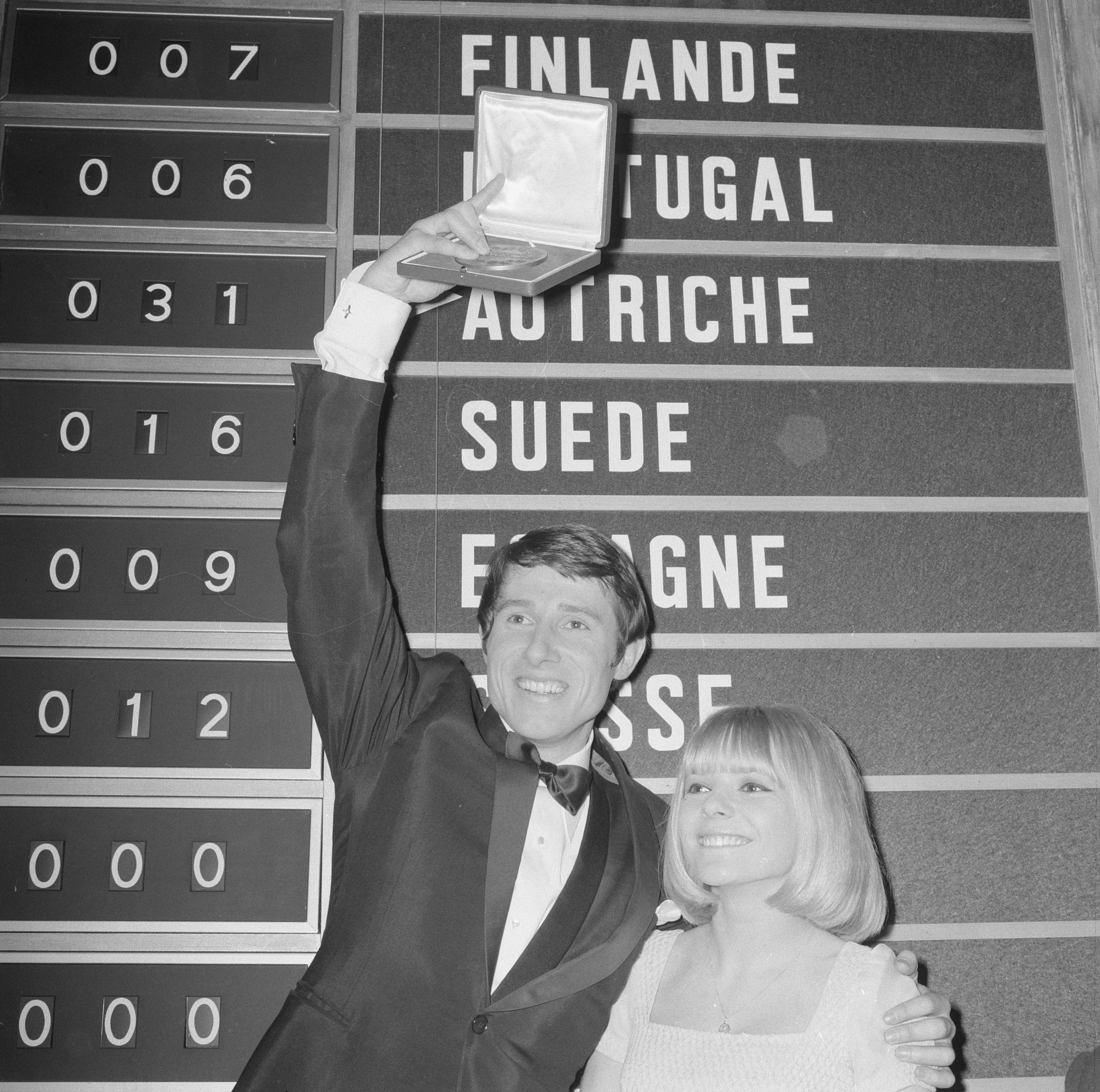
Posthum geehrt: Udo Jürgens

- Udo Jürgens

Weitere Nominierte:
- Andreas Gabalier
- Julian le Play
- Left Boy
- Nazar
- Nik P.
- Semino Rossi

### Künstlerin des Jahres

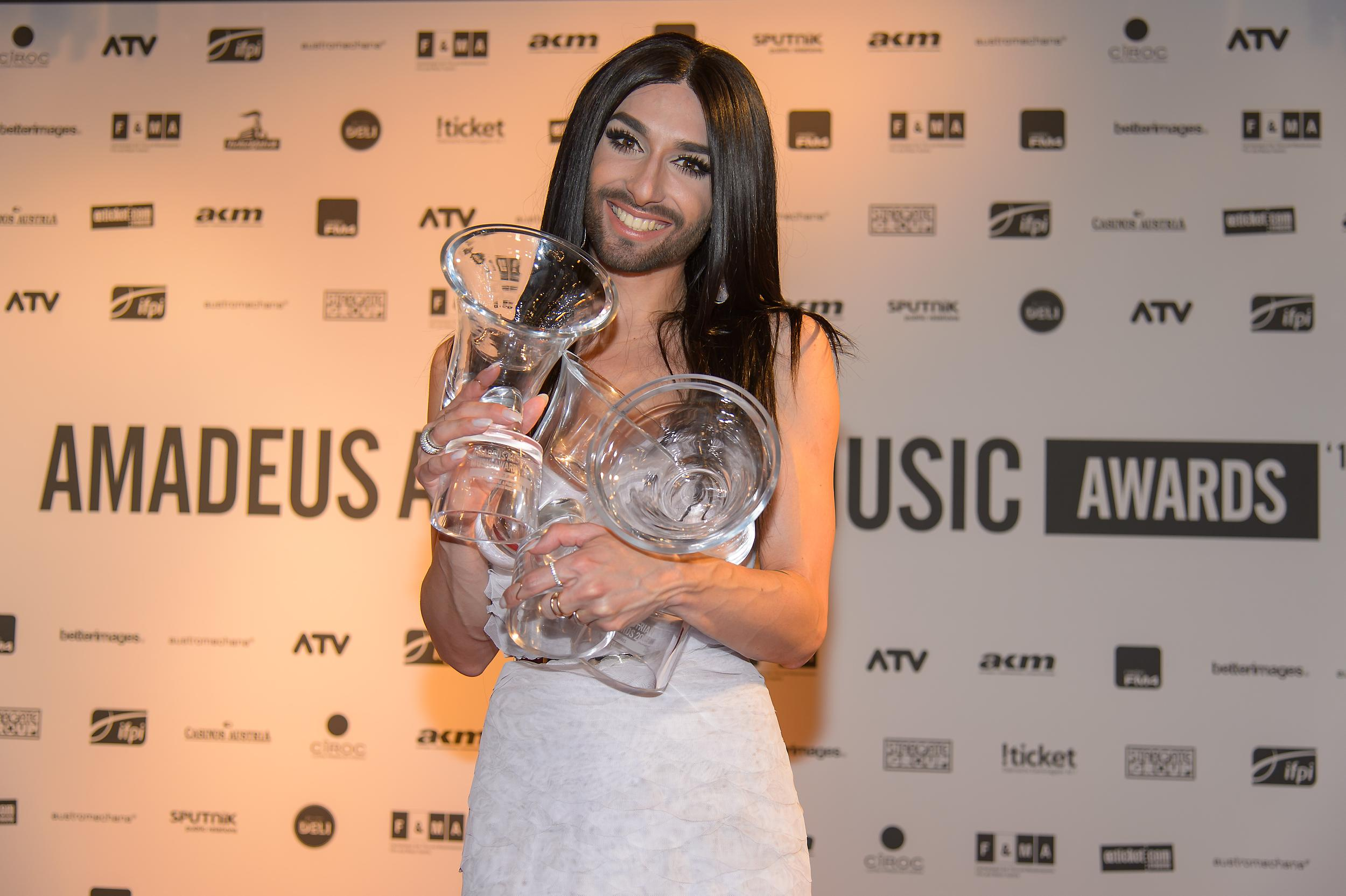
Conchita Wurst

- Conchita Wurst

Weitere Nominierte:
- Allessa
- Anna F.
- Birgit Denk
- Como
- Petra Mayer
- Virginia Ernst

### Album des Jahres
- Melodrom von Julian le Play

Weitere Nominierte:
- Amore von Wanda
- Echt seerisch von Seer

Julian le Play

- Home Sweet Home (International Special Edition) von Andreas Gabalier
- Mitten im Leben – das Tribute Album von Udo Jürgens

### Song des Jahres
- Rise Like a Phoenix von Conchita Wurst

Weitere Nominierte:
- Amoi seg’ ma uns wieder von Andreas Gabalier
- Bologna von Wanda
- Sinn von Tagträumer
- Spliff von Bilderbuch

### Live Act des Jahres

Andreas Gabalier

- Andreas Gabalier

Weitere Nominierte:
- Die Seer
- Julian le Play
- Parov Stelar
- Rainhard Fendrich

### Video des Jahres
- Heroes von Conchita Wurst

Nominierte:
- 10 A. M. von Left Boy
- Netzwerk (Falls Like Rain) von Klangkarussell
- The Sun von Parov Stelar
- Zwischen Zeit & Raum von Nazar feat. Falco

### Songwriter des Jahres

Lukas Hillebrand, Noa Ben-Gur, Thorsteinn Einarsson und Alex Pohn (v. l. n. r.)

- Thorsteinn Einarsson, Lukas Hillebrand, Noa Ben-Gur und Alex Pohn für den Song Leya von Thorsteinn Einarsson

Weitere Nominierte:
- Christian Zierhofer und Dagmar Obernosterer für den Song Du warst der geilste Fehler meines Lebens des Nockalm Quintetts
- Lemo für den eigenen Song Vielleicht der Sommer
- Stefanie, Christina und Magdalena Poxrucker und Roman Steinkogler für den Song Glick der Poxrucker Sisters
- Thomas Schneider und Kevin Lehr für den Song Sinn von Tagträumer

### Alternative Pop / Rock

Wanda

- Wanda

Weitere Nominierte:
- Der Nino aus Wien
- Garish
- Ja, Panik
- Olympique

### Electronic / Dance

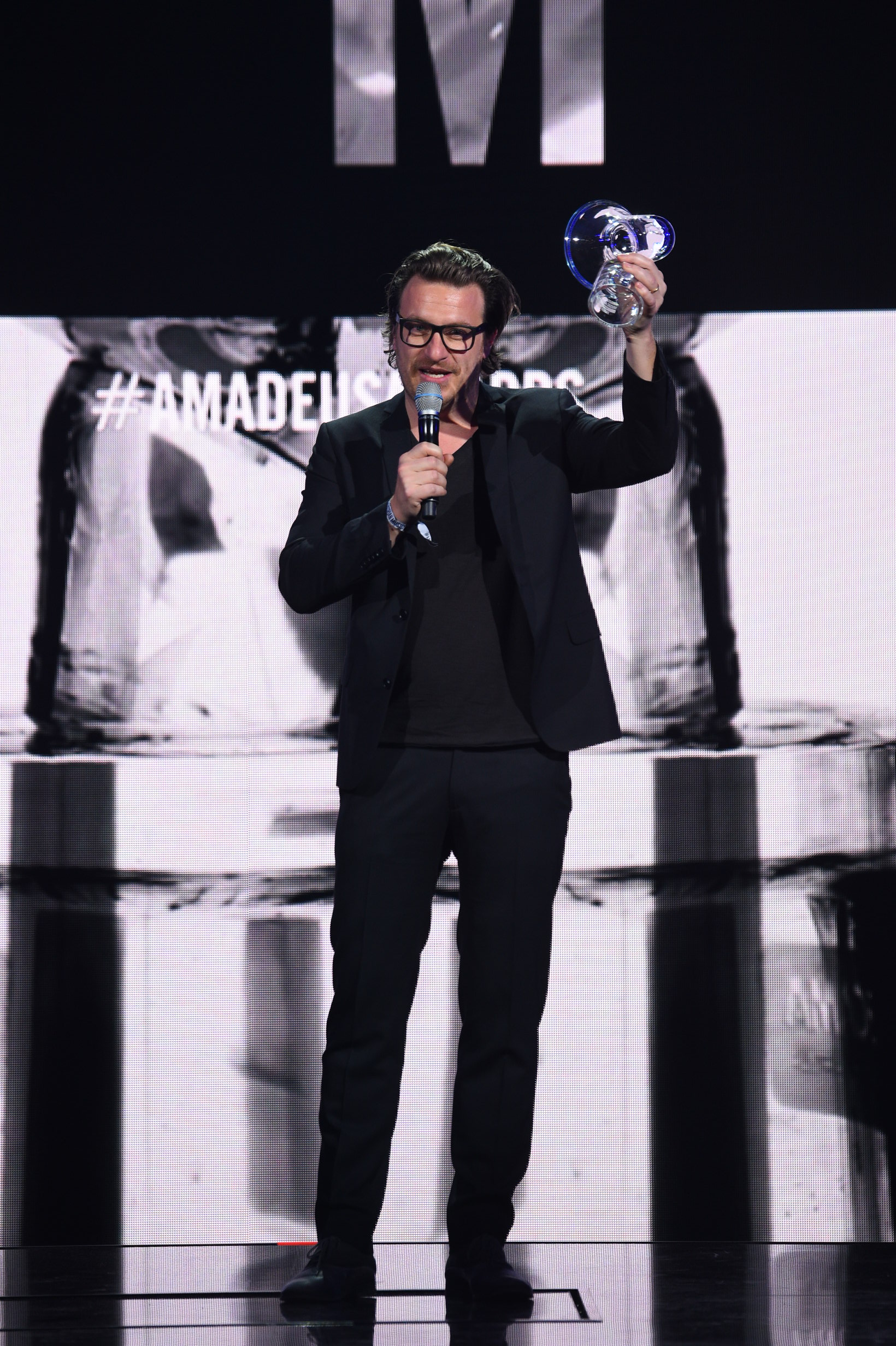
Parov Stelar

- Parov Stelar

Weitere Nominierte:
- A. G. Trio
- Dorian Concept
- Klangkarussell
- Tosca

### Hard & Heavy

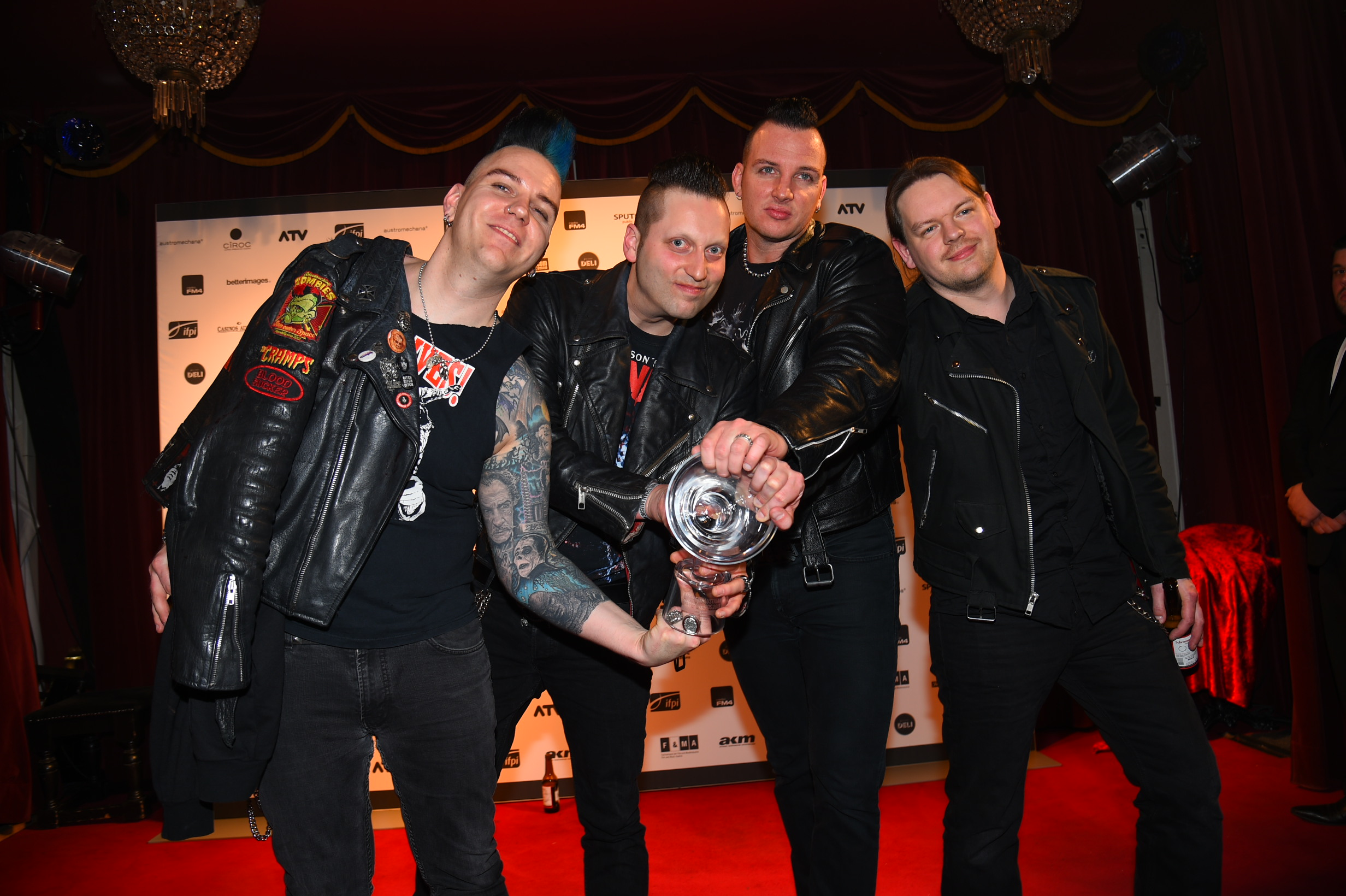
Bloodsucking Zombies from Outer Space

- Bloodsucking Zombies from Outer Space

Weitere Nominierte:
- Drescher
- Kontrust
- Mandatory
- Rest in Fear

### HipHop / Urban

Nazar

- Nazar

Weitere Nominierte:
- Ansa
- Chakuza
- Dame
- RAF Camora / Chakuza / Joshi Mizu

### Jazz / World / Blues
- 5/8erl in Ehr’n

Weitere Nominierte:
- DelaDap
- Georg Breinschmid
- Hans Theessink

5/8erl in Ehr’n

- Molden / Resetarits / Soyka / Wirth

### FM4 Award
In einer ersten Runde wurden bis zum 19. Februar aus 20 Kandidaten fünf Finalisten gewählt. Anschließend wurde in einer neuen Abstimmung bis 3. März aus den fünf Verbliebenen der Gewinner auf der Internetseite des Senders FM4 gewählt.
- Wanda

Weitere Finalisten
- 5/8erl in Ehr’n
- Der Nino aus Wien
- Konea Ra
- Yo!Zepp, Chrisfader und Testa

Weitere Nominierte
- Ash My Love
- Cid Rim
- Dorian Concept
- Dust Covered Carpet
- Fid Mella und Brenk Sinatra
- Ja, Panik
- Johann Sebastian Bass
- Julian und der Fux
- Luise Pop
- Mile Me Deaf
- Monsterheart
- Nazar
- Olympique
- Salute
- Sex Jams

## Besondere Auszeichnungen

Arik Brauer

### Lebenswerk
- Arik Brauer

### Best Engineered Album
- Krystian Koenig und Nikodem Milewski (Recording) sowie Mischa Janisch (Mastering) für das Album Netzwerk von Klangkarussell

Weitere Nominierte:
- Ekkehard Breuss für das Album Sweet Dreams von Aja & Toni Eberle
- Little Konzett für das Album Beyond a Miracle von Mia Luz
- Kurt Strohmeier für das Album Between the Walls von Dorothea Jaburek und dem Berndt Luef Trio
- Lukas Hillebrand für das Album Melodrom von Julian le Play